# 知事 (仏教)
知事（ちじ）とは、仏教の僧侶における役職の1つ。
インドの僧院における役名のサンスクリット語でカルマ・ダーナの漢訳語であり、知事のほかに、維那（いな）・知院事（ちいんじ）)・営事（えいじ）、あるいは寺院の僧侶（大衆（だいしゅ））に奉仕することから「悦衆（えつしゅ）」などとも漢訳された。中国では、上座（じょうざ）・寺主（じしゅ）とともに各寺院を管理する三綱（さんごう）の一つとされた。
日本でも三綱は律令制の中で制度化され、古代日本の寺院では三綱の1つである都維那（ついな）及びその別称である「知事」の呼び名がそのまま用いられ、寺院の庶務雑事を扱った。
中世の禅寺では住持を補佐する機関として修行を担当する西序と経営を担当する東序があり、西序の頭首（ちょうしゅ）と東序の知事が運営を行っていた。知事は悦事・主事・執事などとも呼ばれ、合わせて6名いたことから六知事（ろくちじ）とも呼ばれ、事務所を統括する「都寺（つうす）」、これに次ぐ「監寺（かんす）」、会計を担当する「副寺（ふうす）」、庶務を担当する「維那（いな、いのう）」、食事を担当する「典座（てんぞ）」、労務を担当する「直歳（しつすい）」から構成されていた。
『大宝積経（だいほうしゃっきょう）』という経典には、知事について、寺中にあって雑事を処理し、僧物（そうもつ）を守護することを役目とすることとともに、「善（よ）く是の如き諸人の心相（しんそう）をとるべし」と述べられている。